# 加爾格日代

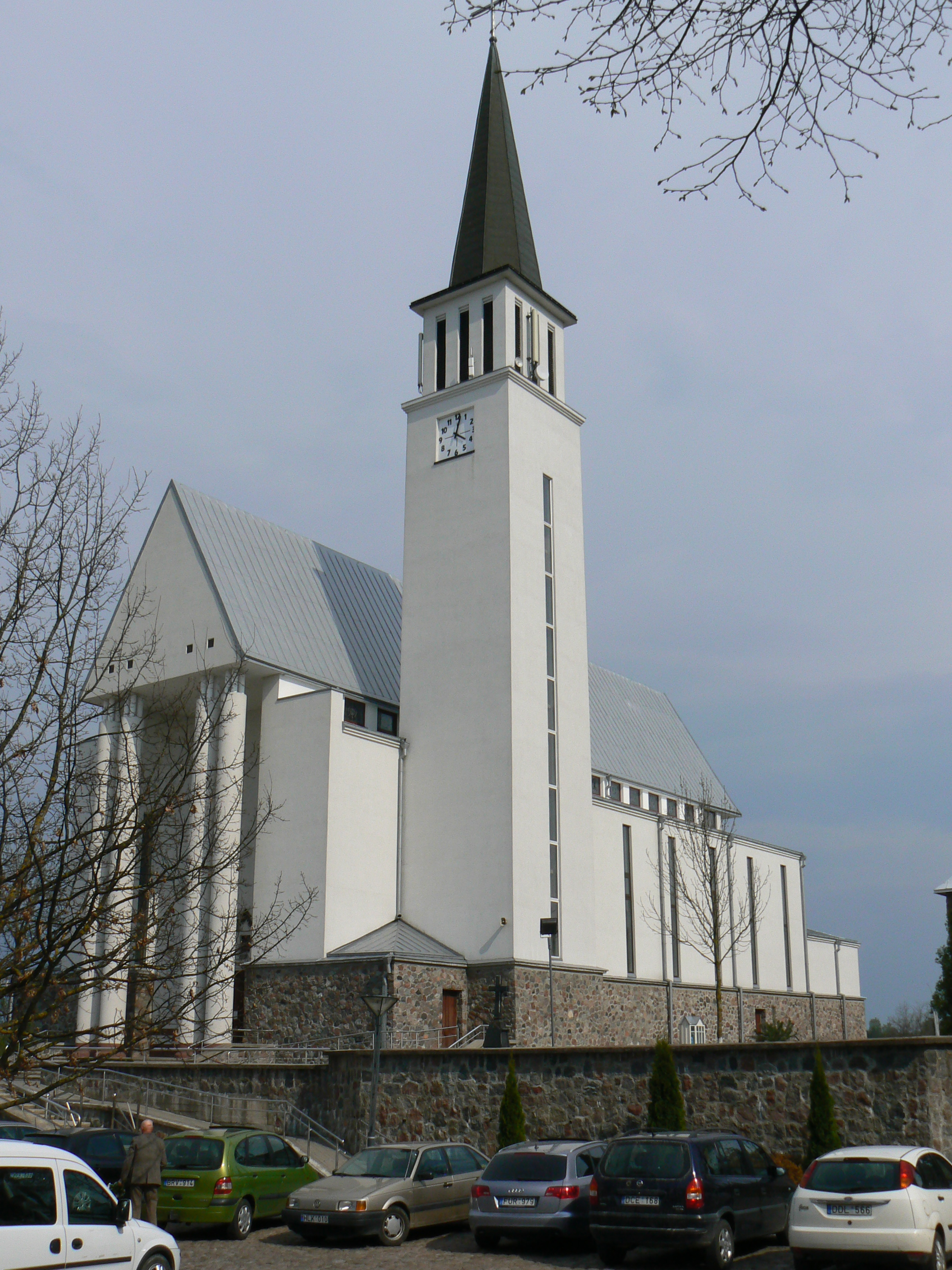
教堂

加爾格日代是立陶宛的城市，位於該國西部的米尼亞河畔，由克萊佩達縣負責管轄，面積1.74平方公里，2008年人口16,164。第二次世界大戰期間，鎮上201名猶太人居民在1941年6月24日被納粹德國殺害。